# Kadye Molodowsky
Kadye Molodowsky (anche Kadya o Kadia; Bjaroza, 10 maggio 1894 – Filadelfia, 23 marzo 1975) è stata una poetessa e scrittrice statunitense di origine ebraica in lingua yiddish, insegnante di yiddish ed ebraico.
Ha pubblicato sei raccolte di poesie in vita ed è unanimemente ritenuta una personalità di spicco della poesia yiddish del Novecento.
La Molodowsky ottenne un primo riconoscimento poetico e intellettuale nel mondo yiddish quando viveva a Varsavia nella nuova Polonia indipendente, durante il periodo interbellico. Alcuni dei suoi poemi e storie più importanti sono musicati e cantati nelle scuole yiddish di tutto il mondo. Kadye è anche nota per i romanzi, i drammi e le storie brevi. Nel 1935 emigrò negli Stati Uniti, dove continuò la sua attività editoriale in lingua yiddish. Qui fondò e pubblicò due riviste yiddish di respiro internazionale: Heym (Casa) e Svive (L'ambiente).

## Biografia
Nata nello shtetl di Bereza-Kartuska (Bjaroza, Bielorussia), all'epoca nell'Impero russo, la Molodowsky fu educata a casa in termini religiosi e secolari. Mentre suo padre, insegnante di una scuola tradizionale ebraica (lo cheder), la educò al Pentateuco ebraico, suo nonno materno le insegnò lo yiddish; con precettori privati studiò invece materie secolari in russo, fra cui geografia, filosofia e storia universale.
La Molodowsky terminò la scuola superiore a 17 anni. Dopo aver ottenuto il diploma di insegnante a Bereza, Kadye studiò pedagogia ebraica sotto Yehiel Halperin a Varsavia nel 1913–1914, e, in seguito, istruì i giovani profughi in tempo di guerra. Nel 1916 seguì Halperin a Odessa, dove aveva trasferito il suo corso per sfuggire al fronte di guerra. Qui la Molodowsky insegnò alla scuola materna ed elementare.
In 1917, mentre tentava di rientrare nel suo paese, la Molodowsky fu bloccata a Kiev, dove restò per parecchi anni; qui visse in prima persona i pogrom di Kiev del 1919.
Mentre viveva a Kiev, la Molodowsky subì l'influenza del circolo letterario yiddish di David Bergelson e, nel 1920, pubblicò le sue prime poesie sul giornale yiddish Eygns (Il nostro).
A Varsavia la Molodowsky pubblicò la sua prima raccolta di poesie, Kheshvndike nekht (Le notti di Keshnav), alla quale seguirono altre raccolte, come Dzikhe gas (La strada di Dzikhe) nel 1933.
La Molodowsky emigrò negli Stati Uniti nel 1935 e si insediò a New York, dove suo marito (lo storico comunista Simcha Lev) la raggiunse poco dopo. Tra le sue opere postbelliche ricordiamo la raccolta di poesie Der melekh David aleyn iz geblibn (È rimasto solo re David, 1946), scritte a seguito della Shoah, fra cui la nota poesia "Eyl Khanun" (Dio misericordioso), composta nel 1945.
Dal 1949 al 1952 la Molodowsky e suo marito vissero a Tel Aviv, nel nuovo Stato di Israele, dove pubblicò la rivista yiddish Di Heym (Casa), a cura del Consiglio delle Lavoratrici (Moetzet Hapoalot). A fine 1952 la Molodowsky rassegnò le dimissioni dalla guida di Heym e tornò con suo marito a New York.
Qui la poetessa co-fondò il periodo yiddish Di Svive (L'ambiente). Intorno al 1960 riportò in vita lo stesso giornale e continuò a pubblicarlo sin quasi in tempo di morte.
In 1971 la Molodowsky fu insignita del premio Itzik Manger per la letteratura yiddish.
Il marito morì a New York nel 1974. Negli ultimi anni Kadye si trasferì a Filadelfia per essere vicina ai suoi cari e morì in una casa di riposo il 23 marzo 1975.

## Raccolte di poesie
- Kheshvendike nekht: lider. Vilna: B. Kletskin, 1927
- Dzikhe gas. Varsavia: Literarishe Bleter, 1933
- Freydke. Varsavia: Literarishe Bleter, 1935
- In land fun mayn gebeyn. Chicago: Farlag L. M. Shteyn, 1937
- Der melekh dovid aleyn iz geblibn. New York: Farlag Papirene Brik, 1946
- Likht fun dornboym. Buenos Aires: Farlag Poaley Tsion Histadrut, 1965

## Altre opere
- Mayselekh. Varsavia: Yidishe Shul Organizatsye in Poyln, 1931
- Oyfn barg. New York: Yungvarg Bibliothek, 1938
- Ale fentster tsu der zun. Shpil in elf bilder. Varsavia: Literische Bleter, 1938
- Fun lublin biz nyu-york. Togbukh fun rivke zilberg. New York: Farlag Papirene Brik, 1942
- Nokhn got fun midbar. Drame. New York: Farlag Papirene Brik, 1949
- In yerusalayim kumen malokhim. New York: Farlag Papirene Brik, 1952
- A hoyz oyf grand strit. New York: 1953
- A shtub mit zibn fentster. New York: Farlag Mantones, 1957
- Oyf di vegn fun tsion. New York: Pinchas Gingold Farlag of the National Committee of the Jewish Folk Schools, 1957
- Baym toyer. Roman fun dem lebn in yisroel. New York: CYCO, 1967
- Martsepanes. Mayselekh un lider far kinder. New York: Bildungs-Komitet fun Arbeter-Ring and Farlag CYCO, 1970

## Edizioni in lingua straniera
- K. Hellerstein (cur.), Paper bridges. Selected poems of Kadya Molodowsky. Detroit: Wayne University Press, 1999
- K. Molodowsky, A house with seven windows. Short stories, traduzione di L. Schoolnik. Syracuse (New York), Syracuse University Press, 2006
- P. Coman (cur.), Splitter von Licht und Nacht. Jiddische Gedichte: Anna Margolin, Kadja Molodowsky, Malka Heifetz Tussman, Rochl Korn. Francoforte sul Meno-New York, Campus Verlag, 2013

## Edizioni in italiano
- Sono una vagabonda. Liriche scelte, a cura di Alessandra Cambatzu e Sigrid Sohn, presentazione di Kathryn Hellerstein. Torino, Free Ebrei, 2017. ISBN 978-88-940324-4-4

### Studi in italiano
- M. Handgrätinger, D. Mantovan, Kadya Molodowsky. In “La Rassegna mensile di Israel”, LXI, 2-3, 1995, pp. 200–2010
- Id., Due parole sulle donne-poetesse. Kadya Molodowsky e lo spazio letterario femminile. In “La Rassegna mensile di Israel”, LXII, 1-2, 1996, pp. 301–320